# Kadłub lekki

Schemat dwukadłubowego okrętu podwodnego z kadłubem typu albacore: 1. kadłub sztywny, 2. otaczający kadłub sztywny kadłub lekki

Kadłub lekki – element architektury okrętu podwodnego w dwukadłubowej lub półtorakadłubowej konfiguracji jednostek pływających tej klasy, otaczający ciśnieniowy kadłub sztywny. Kadłub lekki stanowi wykonaną z plastycznych materiałów powłokę kadłuba sztywnego, która – podobnie jak niektóre elementy struktury wewnątrz kadłuba sztywnego – nie jest poddana działaniu ciśnienia hydrostatycznego. Dzięki wykonaniu z materiałów łatwych do obróbki i kształtowania, możliwe jest nadanie mu hydrodynamicznego kształtu.
Dzięki swobodnemu zalewaniu przez wodę morską przestrzeni między kadłubem sztywnym a kadłubem lekkim, ciśnienie po obu stronach tego ostatniego ma jednakową wartość, toteż zewnętrzna powłoka nie jest narażona na związane z ciśnieniem wody naprężenia. Podobnie jednak jak swobodnie zalewane przestrzenie nadbudówki okrętu podwodnego, kadłub lekki musi być zdolny do wytrzymania uderzeń fal uderzeniowych z pobliskich eksplozji, które jednak mają mniejszy wpływ na kadłub lekki niż na wspierający go kadłub ciśnieniowy.
W starszych konstrukcjach powstałych przed opracowaniem w Niemczech jednostek typu XXI, kadłub lekki był podstawą niektórych urządzeń na zewnątrz kadłuba, jak relingi czy działo, jednak zwiększenie roli pływania podwodnego w działaniach jednostek tej klasy, a zwłaszcza dążenie do zwiększenia prędkości podwodnej oraz zasięgu podwodnego, spowodowało wyeliminowanie wszelkich wystających z kadłuba lekkiego elementów. Wszelkie bowiem tego typu elementy zaburzają przepływ wody morskiej wokół kadłuba, wywołując turbulencje i zawirowania – powodujące zwiększenie oporów, a także powodują zwiększenie powierzchni warstwy granicznej. Zwiększenie zaś powierzchni warstwy granicznej oraz zwiększenie turbulencji powoduje zwiększenie poziomu hałasu wywoływanego przez opływającą okręt wodę oraz zwiększenie zużycia niezbędnej do poruszania się okrętu energii. Łatwość kształtowania materiałów kadłuba lekkiego – określanego też czasem, zwłaszcza w nomenklaturze anglojęzycznej, kadłubem zewnętrznym (ang. outer hull) –  umożliwiła powstanie opracowanego w amerykańskim programie USS „Albacore” kroplowego kształtu, określanego odtąd jako kadłub typu albacore.